# Belgique aux Jeux olympiques d'hiver de 1952
Cet article contient des informations sur la participation et les résultats de la Belgique aux Jeux olympiques d'hiver de 1952, qui ont eu lieu à Oslo en Norvège.

## Résultats

### Ski alpin
| Athlète      | Épreuve      | Course 1     | Course 1 | Course 2     | Course 2     | Total        | Total        |
| Athlète      | Épreuve      | Temps        | Rang     | Temps        | Rang         | Temps        | Rang         |
| ------------ | ------------ | ------------ | -------- | ------------ | ------------ | ------------ | ------------ |
| Denis Feron  | Descente     |              |          |              |              | 3 min 36 s 5 | 63           |
| Michel Feron | Descente     |              |          |              |              | 3 min 31 s 5 | 61           |
| Denis Feron  | Slalom géant |              |          |              |              | 3 min 19 s 2 | 73           |
| Michel Feron | Slalom géant |              |          |              |              | 3 min 14 s 0 | 69           |
| Michel Feron | Slalom       | 1 min 27 s 0 | 73       | Non qualifié | Non qualifié | Non qualifié | Non qualifié |
| Denis Feron  | Slalom       | 1 min 21 s 1 | 65       | Non qualifié | Non qualifié | Non qualifié | Non qualifié |

### Bobsleigh
| Traîneau | Athlètes                         | Épreuve    | Manche 1      | Manche 1 | Manche 2      | Manche 2 | Manche 3      | Manche 3 | Manche 4      | Manche 4 | Total         | Total |
| Traîneau | Athlètes                         | Épreuve    | Temps         | Rang     | Temps         | Rang     | Temps         | Rang     | Temps         | Rang     | Temps         | Rang  |
| -------- | -------------------------------- | ---------- | ------------- | -------- | ------------- | -------- | ------------- | -------- | ------------- | -------- | ------------- | ----- |
| BEL-1    | Marcel Leclef Albert Casteleyns  | Bob à deux | 1 min 22 s 09 | 3        | 1 min 23 s 69 | 6        | 1 min 22 s 94 | 6        | 1 min 23 s 79 | 7        | 5 min 32 s 51 | 6     |
| BEL-2    | Charles de Sorgher André de Wulf | Bob à deux | 1 min 29 s 49 | 16       | 1 min 29 s 00 | 18       | 1 min 29 s 29 | 18       | 1 min 30 s 50 | 18       | 5 min 58 s 8  | 18    |

### Patinage de vitesse
| Épreuve | Athlète            | Course       | Course |
| Épreuve | Athlète            | Temps        | Rang   |
| ------- | ------------------ | ------------ | ------ |
| 500 m   | Jean Massez        | 49 s 2       | 39     |
| 500 m   | Robert Laboubée    | 47 s 2       | 35     |
| 1 500 m | Jean Massez        | 2 min 43 s 8 | 39     |
| 1 500 m | Robert Laboubée    | 2 min 36 s 4 | 37     |
| 5 000 m | Pierre Huylebroeck | 9 min 34 s 4 | 35     |